# Imagen de marca Doppelgänger
Una imagen de marca doppelgänger (DBI) es una colección de imágenes e historias despectivas sobre una marca que circulan en la cultura popular por una red poco organizada de activistas antimarca, blogueros y líderes de opinión. Es más probable que dichas imágenes se difundan a través de las redes sociales, blogs, y sitios web de activistas anti-marca como Adbusters. 

"Hacker Inside", una parodia del Intel inside logo

Por lo general, las marcas que enfrentan campañas de imagen doppelgänger son las más grandes y populares, que tienen una gran base de clientes y más alcance.
La mayoría de los DBI se crean como una forma de protesta individual y, a menudo, se ubican en el blog, la cuenta de Twitter o la página de Facebook de un individuo. A veces, estas cuentas individuales son recogidas por un medio de comunicación digital más grande, como Reddit, Digg, BuzzFeed o incluso canales de noticias más tradicionales.

Un estudio de 2012 concluyó que las imágenes de marca Doppelgänger puefen afectar negativamente las ventas, porque crean una percepción de desconfianza en la mente de los clientes.
Otro estudio de 2006, concluyó que las imágenes de marca doppelgänger tienen un impacto estratégico en la imagen emocional de una marca.
En un artículo de 2006, Craig J. Thompson, Aric Rindfleisch y Zeynep Arsel sugieren que las imágenes de marca doppelgänger son una señal de que "la historia emocional de una marca está comenzando a perder su resonancia cultural" y puede ser útil como síntoma de advertencia.
Las empresas y los gerentes pueden usar una variedad de tácticas para combatir la DBI: ver la DBI como una amenaza y una oportunidad, monitorear sitios web relacionados con la industria y la marca, desarrollar una herramienta para rastrear conversaciones relacionadas con la marca, monitorear señales digitales, identificar y rastrear a los que evitan la marca, desarrollar y probar una nueva historia y vacunar a la marca de la amenaza de un DBI.

## Propósito
Suelen tener el propósito de resaltar cuestiones éticas negativas relacionadas con el producto anunciado, exponiendo la verdadera naturaleza/efectos de la empresa en juego, ya que se cree que promueve afirmaciones falsas sobre sus productos. Esto sucedió en el caso de McDonalds cuando trataron de presentarse a sí mismos como un lugar para comer con opciones de alimentos saludables, se creó una imagen difundida por redes sociales llamada McDiabetes que perjudicó potencialmente la confianza de los consumidores en la marca.

## Origen del Término
La palabra Doppelganger es en realidad la palabra alemana Doppelgänger. "Doppel" significa doble y "Gänger" significa caminante; por lo tanto, un Doppelgänger es un "caminante doble". Este término se desarrolló a finales de 1700 y se basó en la creencia de que las personas tienen un alter ego que se parece a ellos, pero que es de naturaleza fantasmal y que si se encuentran con su Doppelgänger cara a cara, sucederán cosas malas.

## Causas
Por lo general, cuando los clientes perciben que una marca no es auténtica, están más motivados para crear una imagen de marca Doppelgänger. Generalmente, los clientes perciben una marca como no auténtica debido a dos razones principales. La primera razón es la imitación: cuando los clientes comienzan a sentir que una marca en particular está tratando de copiar la ideología básica de otra marca, pierden la confianza en esa marca. El segundo caso es cuando hay un desajuste entre la imagen existente de la marca y las actividades promocionales de la marca. 

## Ejemplos
- La campaña "Joe Chemo", una campaña en Internet creada por una organización llamada Adbusters, criticó el mensaje del producto de los cigarrillos Camel y enfatizó los efectos dañinos de fumar, al representar a la mascota del camello de la compañía como "un camello que desearía no haber fumado nunca  cigarrillos".[4] En esta imagen doppelgänger, el Joe Camel confiado, genial y popular es reemplazado por este Joe Chemo enfermo, deprimido y solitario. Poco después de que comenzara esta campaña doppelgänger, Joe Camel fue retirado del mercado.
- McDonald's es a menudo criticado por sus efectos nocivos para la salud humana. Para ilustrar su efecto negativo, el logo de McDonald's fue rediseñado como "McDiabetes". Para este DBI, hay un hashtag de larga duración en Twitter.[5]
- En 2015, un diseñador reinterpretó el logo de Pepsi para representar a un hombre obeso. La intención era enfatizar la relación directa entre el consumo de refrescos azucarados y la obesidad.[6]
- Después de que General Motors lanzara el Hummer H2 a mediados de la década de los 2000, comenzó una creativa campaña viral en Internet llamada "FUH2". Esta campaña se concentró no solo en la marca en sí, sino también en sus dueños, quienes fueron retratados como salvajes que se preocupaban más por el estilo que por el medio ambiente.
- Durante la campaña presidencial de Donald Trump en 2016 , el comediante John Oliver satirizó el eslogan " Make America Great Again " de Trump con la parodia "Make Donald Drumpf Again", en referencia al supuesto apellido ancestral de Trump.[7]
- El logotipo y el eslogan de Nike ("Simplemente hazlo" o "Just Do It") aparecen en varias imágenes alteradas o ajustadas, a menudo destacando el uso de mano de obra clandestina por parte de la empresa .[8]
- Tras el derrame de petróleo de BP en el Golfo de México en 2010 , varios logotipos satíricos que reflejaban una imagen negativa nacieron de un concurso patrocinado por Greenpeace.[9]
- The South Butt fue un intento de comercializar una parodia de la marca The North Face .[10]
- El principal evento deportivo de cricket de la Indian Premier League fue severamente criticado como Indian Puppet League, luego de que en 2015 surgieran revelaciones sobre el amaño de partidos y los problemas de mala gobernanza asociados con él. Esta representación negativa de la marca afectó la popularidad de los eventos y la credibilidad de los jugadores asociados. La Junta de Control de Cricket en India también se vio gravemente afectada.[cita requerida]
- Walmart tiene varias iniciativas dobles contra la marca dirigidas contra él. Hay docenas de personas de videos virales de Walmart flotando, obtienen millones de visitas.
- El eslogan del gobierno de Nicolás Maduro "leales siempre, traidores nunca", fue rediseñado por los venezolanos opositores al régimen como "traidores siempre, leales nunca" para referirse a los líderes políticos de este gobierno.